# 阿里普阿南
阿里普阿南是巴西马托格罗索州的一个市镇。总面积25048.965平方公里，总人口19110人，人口密度0.8人/平方公里。